# Ademola Adeshina
Ademola Adeshina (né le 4 juin 1964 à Ibadan au Nigeria) est un joueur de football international nigérian, qui évoluait au poste de milieu de terrain, avant de devenir entraîneur.

## Biographie

### Carrière de joueur

#### Carrière en club
Ademola Adeshina est finaliste de la Coupe des clubs champions africains en 1984 avec l'équipe des Shooting Stars. 
Il joue 8 matchs en deuxième division belge avec le club du Germinal Ekeren.

#### Carrière en sélection
Avec l'équipe du Nigeria, il joue 52 matchs (pour 8 buts inscrits) entre 1982 et 1990. 
Il figure dans le groupe des sélectionnés lors des CAN de 1982, de 1984, de 1988 et de 1990. Il atteint la finale de cette compétition à trois reprises.
Il participe également aux Jeux olympiques de 1988. Il joue trois matchs lors du tournoi olympique organisé en Corée du Sud.
Il joue enfin cinq matchs comptant pour les tours préliminaires de la coupe du monde, lors des éditions 1986 et 1990.

## Palmarès
| Shooting Stars - Championnat du Nigeria (1) : - Champion : 1983. - Coupe des clubs champions africains : - Finaliste : 1984. |  | Nigeria - Coupe d'Afrique des nations : - Finaliste : 1984, 1988 et 1990 |